# Епархия Ардкарны
Епархия Ардкарны (лат. Dioecesis Ardcarnensis) — упразднённая епархия, в настоящее время титулярная епархия Римско-Католической церкви.

## История
Антчный город Ардкарна (Árd Carna) находился на территории сегодняшнего графства Роскоммон и был центром одноимённой епархии. Известно имя только одного епископа этого епархии, которым был святой Беоад. В XII веке епархия Адкарна была упразднена и её территория была передана епархии Эльфина.
С 1970 года епархия Ардкарны является титулярной архиепархией Римско-Католической церкви.

## Епископы
- упоминается в 523 году — епископ Беоад .

## Титулярные епископы
- 7.03.1970 — 4.11.1973 — епископ Francis John Doyle M.S.C.[1] ;
- 25.10.1973 — 24.11.1979 — епископ Эдуард Бид Клэнси  — назначен архиепископом Канберры и Гоулбёрна;
- 9.11.1981 - 27.12.2004 - епископ Thomas Kevin O’Brien;
- 15.03.2006 — по настоящее время — епископ Johannes Bündgens .

## Источник
- Annuario Pontificio, Libreria Editrice Vaticana, Città del Vaticano, 2003, стр. 763, ISBN 88-209-7422-3
- Henry Cotton, The Succession of the Prelates and Members of the Cathedral Bodies of Ireland. Fasti ecclesiae Hiberniae, Vol. 4, The Province of Connaught, Dublin, Hodges and Smith 1850, стр. 131  (англ.)